# Confused Times
Confused Times – szesnasty album studyjny Anthony’ego B, jamajskiego wykonawcy muzyki reggae i dancehall.
Płyta została wydana 29 listopada 2005 roku przez wytwórnię Penitentiary Records (okładka albumu wydrukowana została w fatalnej jakości, a co gorsza z błędnie podaną kolejnością utworów).

## Prawidłowa lista utworów
1. "Lock It Up Now"
2. "Push"
3. "Scream"
4. "Can't Take My Eyes Of You"
5. "No Serender No Retreat"
6. "Simple Something"
7. "Jamaica"
8. "Confused Times"
9. "This Is The Moment"
10. "Too High"
11. "Never Give It Up"
12. "Moment Been Waiting For"
13. "Rasta" feat. Turbulence & Bushman
14. "Dem Bun"
15. "Moment Been Waiting For (Remix)"

## Lista utworów z okładki
1. "Moment Been Waiting For"
2. "Confused Times"
3. "This Is The Moment"
4. "Too High"
5. "Never Give It Up"
6. "Lock It Up Now"
7. "Push"
8. "Scream"
9. "Can't Take My Eyes Of You"
10. "No Serender No Retreat"
11. "Rasta" (feat. Turbulence & Bushman)
12. "Simple Something"
13. "Jamaica"
14. "Dem Bun"
15. "Can't"